# Lophostethus dumolini
Lophostethus dumolini är en fjärilsart som beskrevs av Rothschild och Jordan 1903. Lophostethus dumolini ingår i släktet Lophostethus och familjen svärmare. Inga underarter finns listade i Catalogue of Life.